# Big Scarr
Alexander Woods (Memphis, Tennessee, 7 de abril de 2000 - Memphis; 22 de diciembre de 2022), conocido por su nombre artístico Big Scarr, fue un rapero estadounidense de Memphis, Tennessee.
Firmó con 1017 Records de Gucci Mane en 2020 y lanzó su sencillo «SoIcyBoyz» (con Pooh Shiesty, Foogiano y Tay Keith) en junio de ese año. Su mixtape debut, «Big Grim Reaper» (2021), alcanzó el puesto 25 en el Billboard 200 y tuvo una recepción positiva.

## Biografía
Alexander Woods nació el 7 de abril de 2000 y creció en la comunidad Magnolia del sur de Memphis, Tennessee. Fue uno de nueve hijos, y vivió con su abuela hasta su muerte cuando él tenía 13 años. Fue herido en un accidente automovilístico a los 16 años que le dejó cicatrices en la cara, lo que inspiró su nombre artístico de «Big Scarr».

## Carrera musical
Inicialmente, Woods no tenía pasión por la música rap y comenzó a ganar interés gracias a su amigo y compañero artista Baby K. En 2019, lanzó su primera canción, «Make a Play» que recibió 50.000 visitas en YouTube. 
El mixtape debut de Big Scarr, «Big Grim Reaper» se lanzó el 16 de abril de 2021 y alcanzó el puesto 25 en el Billboard 200, vendiendo 22.000 copias en su primera semana. Esto le valió a Woods su primer proyecto de gráficos.

## Estilo de música
Big Scarr citó sus influencias como los raperos Kodak Black y Boosie Badazz. También menciona ser fanático del rapero estadounidense Rod Wave durante una entrevista con Revolt TV. Big Scarr dijo que sus letras fueron creadas espontáneamente utilizando una técnica conocida como «perforación» en lugar de utilizar letras escritas.

## Vida personal y muerte
En 2020, Woods recibió un disparo en la cadera y la bala llegó hasta la columna. Esto requirió una apendicectomía y la realineación de su pierna.
Según la familia de Woods, murió el 22 de diciembre de 2022 por una sobredosis accidental de medicamentos recetados. Él tenía 22 años.